# Brueil-en-Vexin
Brueil-en-Vexin est une commune du département des Yvelines, dans la région Île-de-France, en France.
La commune de Brueil-en-Vexin se situe dans le périmètre du parc naturel régional du Vexin français.
Le nom de Brueil serait dérivé d'un mot gaulois, brugilum, signifiant « petit bois clos par une haie ».
La commune a été autorisée à s'appeler Brueil-en-Vexin par décret du 14 juin 1890.
Ses habitants sont appelés les Brueillois.

## Géographie

Localisation de Brueil-en-Vexin dans les Yvelines.

### Situation
Brueil-en-Vexin est une commune riveraine de la Seine, située sur la rive droite du fleuve, dans le nord du département des Yvelines, à 10 km environ au nord-est de Mantes-la-Jolie, sous-préfecture, et à 39 km environ au nord-ouest de Versailles, préfecture du département.
Elle se trouve dans la vallée de la Montcient, dans le sud du Vexin français et appartient au parc naturel régional du Vexin français.

### Communes limitrophes
Les communes limitrophes sont Montalet-le-Bois au nord-est, Oinville-sur-Montcient à l'est, Juziers au sud-est, Gargenville au sud, Guitrancourt au sud-ouest, Fontenay-Saint-Père à l'ouest, Sailly au nord-ouest et Lainville-en-Vexin au nord.

### Hydrographie

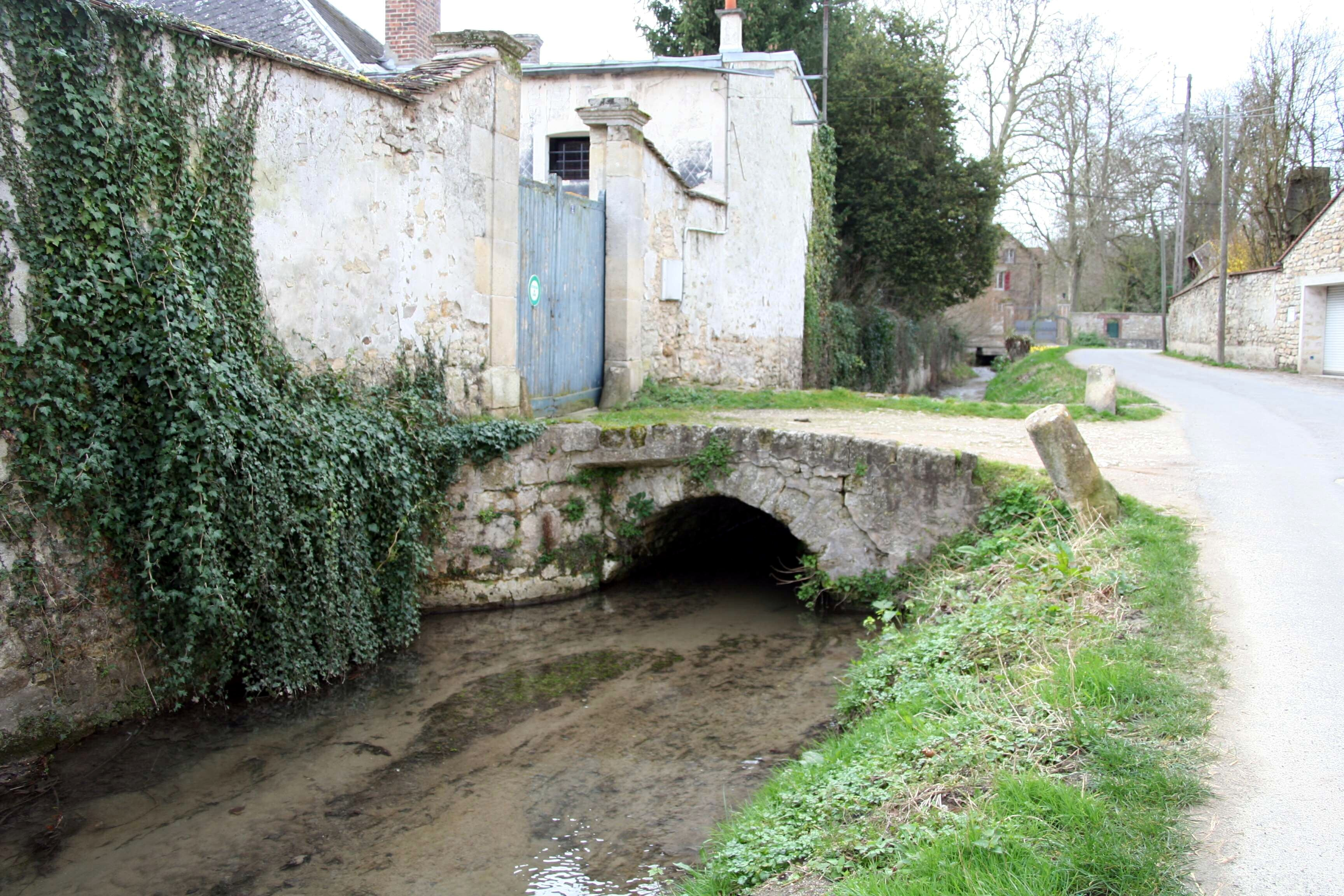
La rivière Montcient à Brueil-en-Vexin.

La commune de Brueil-en-Vexin appartient au bassin versant de la Seine.
Le territoire communal est irrigué par la Montcient, petite rivière de onze kilomètres de long qui s'écoule dans le sens ouest-est et se jette dans l'Aubette de Meulan, non loin du confluent de cette dernière avec la Seine.

### Utilisation du territoire
Le territoire communal, rural à plus de 90 %, occupe le fond de la vallée du Montcient, affluent de rive droite de la Seine, entre 70 et 100 mètres d'altitude, encadré de coteaux au nord et au sud, plus relevés vers le sud, jusqu'à 188 mètres au lieu-dit le Gros Chêne. Il est boisé sur environ 25 % de la surface totale, essentiellement dans sa frange sud (bois de la Malmaison).
L'habitat est concentré dans le bourg principal assis dans le fond la vallée et secondairement au hameau de La Chartre, à 1,5 km au sud du village.

### Voies de communication et transports
Les communications sont assurés principalement par la route départementale D 913, orientée est-ouest, qui suit le cours de la Montcient et par la route départementale D 130, orientée nord-sud, qui se confond avec la précédente entre Brueil-en-Vexin et Sailly.
Un sentier de grande randonnée, le GR 2 suit la limite sud de la commune.

### Climat
Pour des articles plus généraux, voir Climat de l'Île-de-France et Climat des Yvelines.
En 2010, le climat de la commune est de type climat océanique dégradé des plaines du Centre et du Nord, selon une étude du CNRS s'appuyant sur une série de données couvrant la période 1971-2000. En 2020, Météo-France publie une typologie des climats de la France métropolitaine dans laquelle la commune est exposée à un climat océanique et est dans la région climatique Sud-ouest du bassin Parisien, caractérisée par une faible pluviométrie, notamment au printemps (120 à 150 mm) et un hiver froid (3,5 °C).
Pour la période 1971-2000, la température annuelle moyenne est de 11 °C, avec une amplitude thermique annuelle de 14,5 °C. Le cumul annuel moyen de précipitations est de 700 mm, avec 11,9 jours de précipitations en janvier et 7,9 jours en juillet. Pour la période 1991-2020, la température moyenne annuelle observée sur la station météorologique la plus proche, située sur la commune de Magnanville à 12 km à vol d'oiseau, est de 11,6 °C et le cumul annuel moyen de précipitations est de 641,5 mm,. Pour l'avenir, les paramètres climatiques de la commune estimés pour 2050 selon différents scénarios d'émission de gaz à effet de serre sont consultables sur un site dédié publié par Météo-France en novembre 2022. Une station météorologique semi-professionnelle a été installée en juin 2024 dans le hameau de La Chartre à une altitude de 162 mètres. Les données sont accessibles en temps réel sur WeatherLink et Infoclimat.

## Urbanisme

### Typologie
Au 1er janvier 2024, Brueil-en-Vexin est catégorisée commune rurale à habitat dispersé, selon la nouvelle grille communale de densité à sept niveaux définie par l'Insee en 2022.
Elle est située hors unité urbaine. Par ailleurs la commune fait partie de l'aire d'attraction de Paris, dont elle est une commune de la couronne,. Cette aire regroupe 1 929 communes,.

### Écarts et lieux-dits
La Chartre est un hameau depuis 1881 (anciennement à Juziers).

### Occupation des solssimplifiée
Le territoire de la commune se compose en 2017 de 89,66 % d'espaces agricoles, forestiers et naturels, 3,75 % d'espaces ouverts artificialisés et 6,59 % d'espaces construits artificialisés.

## Toponymie
Le nom de la localité est attesté sous la forme De Bruolio en 1131.
Dérivé du mot gaulois brogi, le mot bas-latin brogilus a les sens de « petit bois enclos » ; Brogilo (« bois servant de réserve de chasse au chef de village »).
Le Vexin est une région délimitée, approximativement, d'est en ouest entre Pontoise et Romilly-sur-Andelle (environ vingt kilomètres avant Rouen) et du nord au sud entre Auneuil et la Seine près de Vernon. Il s'étend sur deux départements de l'Île-de-France : le Val-d'Oise et les Yvelines.

## Histoire

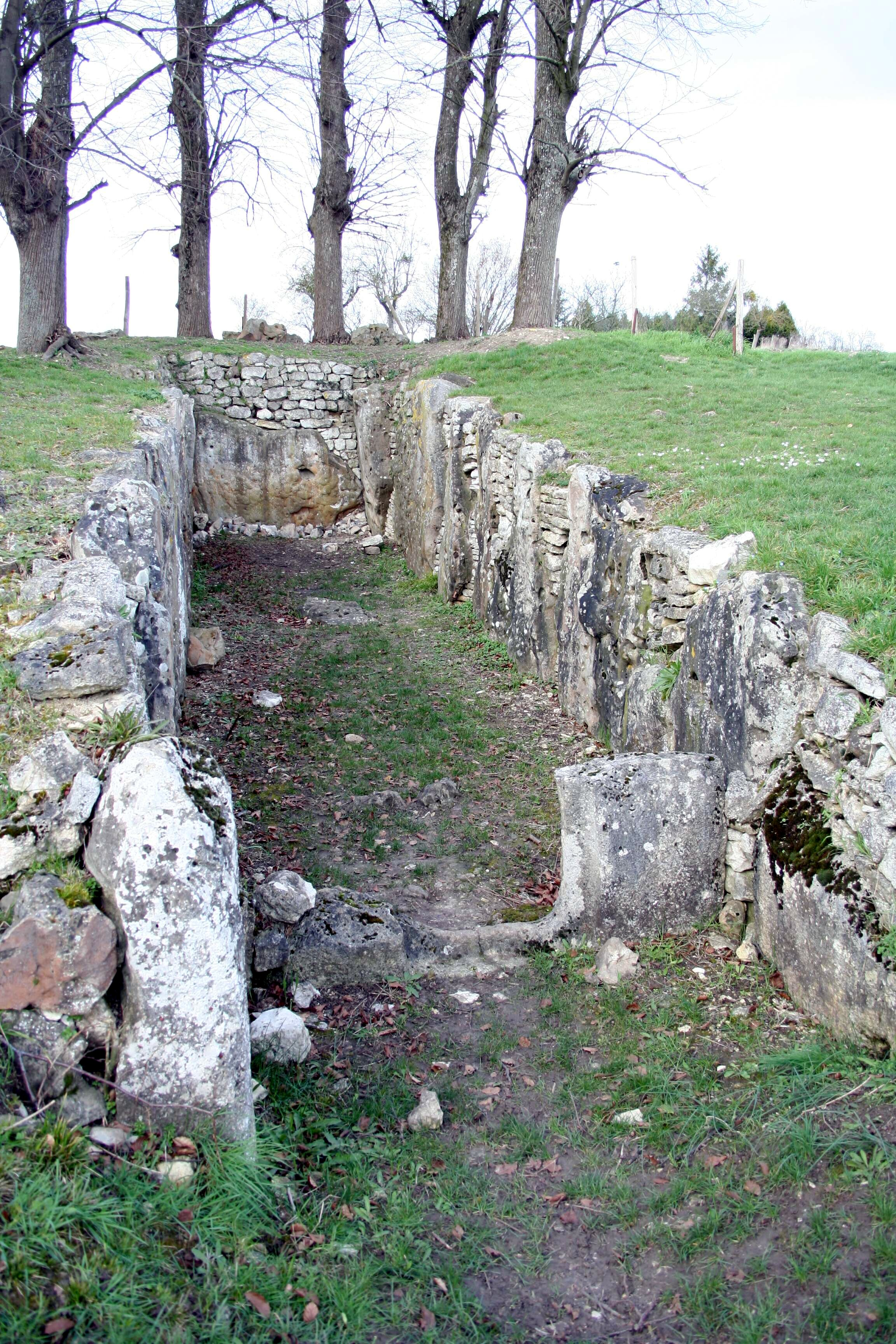
La Cave aux Fées.

Le site est occupé depuis l'époque préhistorique comme en témoigne l'allée couverte de la Cave aux Fées découverte dans la commune au XVIIe siècle.
Au XIIIe siècle, le village appartient au chevalier Hugues de Brueil, et dépend du comté de Meulan. Au XVIIe siècle, la seigneurie de Brueil est rattachée au doyenné de Magny-en-Vexin.
Érigé en commune sous la Révolution, Brueil est rattachée au canton de Limay depuis 1803.

## Politique et administration

### Liste des maires
| Période                                  | Période  | Identité        | Étiquette | Qualité |
| ---------------------------------------- | -------- | --------------- | --------- | ------- |
| Les données manquantes sont à compléter. |          |                 |           |         |
| mars 2001                                | 2020     | Bruno Caffin,   |           |         |
| 2020                                     | En cours | Martine Tellier |           |         |

### Instances administratives et judiciaires
La commune de Brueil-en-Vexin appartient au canton de Limay et est rattachée à la communauté urbaine Grand Paris Seine et Oise.
Elle est aussi incluse dans le territoire de l'Opération d'intérêt national Seine-Aval.
Sur le plan électoral, la commune est rattachée à la huitième circonscription des Yvelines, circonscription mi-rurale, mi-urbaine du nord-ouest des Yvelines centrée autour de la ville de Mantes-la-Jolie.
Sur le plan judiciaire, Brueil-en-Vexin fait partie de la juridiction d’instance de Mantes-la-Jolie et, comme toutes les communes des Yvelines, dépend du tribunal de grande instance ainsi que de tribunal de commerce sis à Versailles,.

## Population et société

### Démographie

#### Évolution démographique
L'évolution du nombre d'habitants est connue à travers les recensements de la population effectués dans la commune depuis 1793. Pour les communes de moins de 10 000 habitants, une enquête de recensement portant sur toute la population est réalisée tous les cinq ans, les populations de référence des années intermédiaires étant quant à elles estimées par interpolation ou extrapolation. Pour la commune, le premier recensement exhaustif entrant dans le cadre du nouveau dispositif a été réalisé en 2007.

En 2022, la commune comptait 667 habitants, en évolution de −3,75 % par rapport à 2016 (Yvelines : +2,72 %, France hors Mayotte : +2,11 %).
| 1793 | 1800 | 1806 | 1821 | 1831 | 1836 | 1841 | 1846 | 1851 |
| ---- | ---- | ---- | ---- | ---- | ---- | ---- | ---- | ---- |
| 311  | 310  | 302  | 309  | 313  | 305  | 316  | 297  | 300  |

| 1856 | 1861 | 1866 | 1872 | 1876 | 1881 | 1886 | 1891 | 1896 |
| ---- | ---- | ---- | ---- | ---- | ---- | ---- | ---- | ---- |
| 286  | 282  | 264  | 277  | 307  | 349  | 367  | 347  | 343  |

| 1901 | 1906 | 1911 | 1921 | 1926 | 1931 | 1936 | 1946 | 1954 |
| ---- | ---- | ---- | ---- | ---- | ---- | ---- | ---- | ---- |
| 351  | 338  | 343  | 322  | 323  | 267  | 260  | 252  | 259  |

| 1962 | 1968 | 1975 | 1982 | 1990 | 1999 | 2006 | 2007 | 2012 |
| ---- | ---- | ---- | ---- | ---- | ---- | ---- | ---- | ---- |
| 279  | 300  | 349  | 369  | 460  | 532  | 640  | 655  | 679  |

| 2017 | 2022 | - | - | - | - | - | - | - |
| ---- | ---- | - | - | - | - | - | - | - |
| 691  | 667  | - | - | - | - | - | - | - |

#### Pyramide des âges
En 2018, le taux de personnes d'un âge inférieur à 30 ans s'élève à 37,5 %, soit en dessous de la moyenne départementale (38,0 %). De même, le taux de personnes d'âge supérieur à 60 ans est de 19,3 % la même année, alors qu'il est de 21,7 % au niveau départemental.
En 2018, la commune comptait 337 hommes pour 359 femmes, soit un taux de 51,58 % de femmes, légèrement supérieur au taux départemental (51,32 %).
Les pyramides des âges de la commune et du département s'établissent comme suit.
| Hommes | Classe d’âge | Femmes |
| ------ | ------------ | ------ |
| 0,3    | 90 ou +      | 0,6    |
| 3,0    | 75-89 ans    | 4,0    |
| 14,2   | 60-74 ans    | 16,4   |
| 26,9   | 45-59 ans    | 21,4   |
| 19,4   | 30-44 ans    | 19,1   |
| 19,9   | 15-29 ans    | 16,0   |
| 16,3   | 0-14 ans     | 22,6   |

| Hommes | Classe d’âge | Femmes |
| ------ | ------------ | ------ |
| 0,6    | 90 ou +      | 1,4    |
| 6      | 75-89 ans    | 7,8    |
| 13,5   | 60-74 ans    | 14,8   |
| 20,7   | 45-59 ans    | 20,1   |
| 19,6   | 30-44 ans    | 19,9   |
| 18,5   | 15-29 ans    | 16,8   |
| 21,2   | 0-14 ans     | 19,2   |

## Économie
- Agriculture.
- Forêts.
- Stockage de déchets ultimes : par arrêté préfectoral du 24 février 2004, la société Sita (groupe Suez) a été autorisée à reprendre l'exploitation d'une carrière de sablon et à implanter un centre de stockage de déchets de classe I au lieu-dit le Bois des Obligeois. Ce projet soulève des protestations des communes environnantes[réf. nécessaire].
- Une carrière géante devait s'implanter sur 550 hectares dans le Vexin français et assurer 100 ans d'exploitation à la société CALCIA. La première tranche devait être située à Brueil-en-Vexin et occuper 60 hectares sur cette commune[27]. Ce projet a été finalement abandonné en novembre 2020[28].

## Culture locale et patrimoine

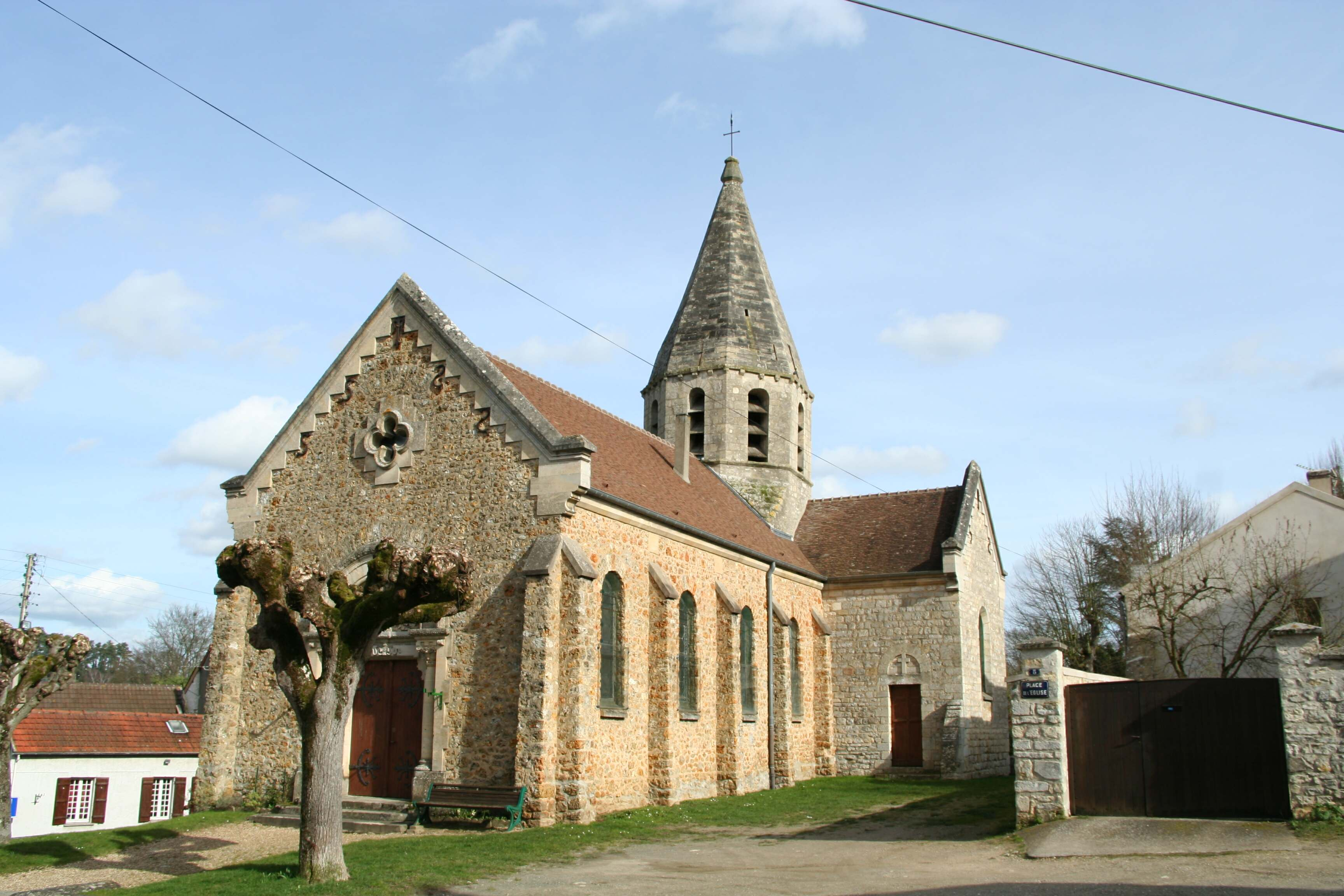
L'église Saint-Denis.

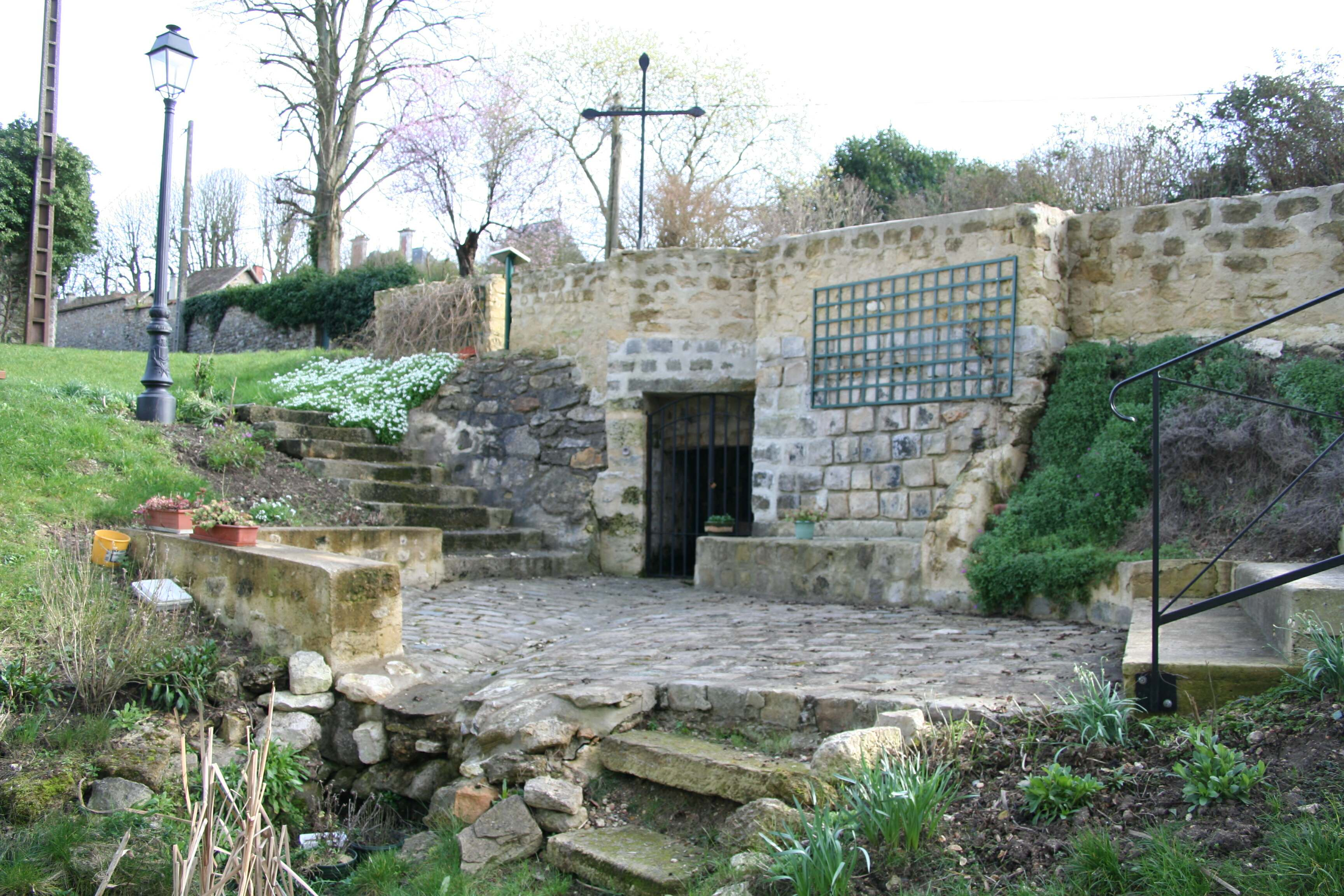
La fontaine Saint-Gaucher.

### Lieux et monuments

#### Patrimoine civil
- Allée couverte de la Cave aux Fées : il s'agit d'une allée couverte mégalithique semi-enterrée, sépulture collective datant de la fin du Néolithique (2220 avant Jésus-Christ). Le site, fouillé en 1870, puis en 1889, a été classé monument historique en 1957. Les dalles de couverture ont disparu ; on peut voir seulement la chambre funéraire délimitée par de grosses pierres verticales confortées par des murets de pierres sèches, ainsi qu'une partie de la dalle d'entrée entaillée d'une ouverture à feuillure. On estime à 150 le nombre de corps inhumés dont les restes ont été retrouvés. Sur une des dalles, des gravures abstraites sont visibles.
- Fontaine Saint-Gaucher : située dans le hameau de la Chartre en contrebas de la route D 130, elle abrite une statue de saint Gaucher qui fut élevé en nourrice dans le hameau au début du XIe siècle. La statue est en réalité une copie, l'original conservé en mairie, ayant été volé en 1881 avant d'être retrouvé en 2003 à Juziers. L'eau de la fontaine était autrefois réputée avoir un pouvoir contre l'épilepsie.
- Château de Brueil-en-Vexin: 37-49 Rue du Vexin est une construction du 4e quart du XVIe siècle, et 1er quart du XVIIe siècle (ne se visite pas) il possède un portail magnifique dont le fronton aux acrotères est surmontés de boules, comporte un double blason entouré d'un collier. L'ancien logis, ses communs, le pigeonnier, le mur de clôture et le dernier pavillon d'angle (cad. H 1, 3, 262) sont inscrits aux Monuments historiques par arrêté du 29 mars 1994. Ce logis appartenait à l'ancien domaine des seigneurs de Brueil. Il fut la propriété de l'imprimeur Georges Firmin-Didot.
- Château du Marais
- Château de la Chartre
- Moulin de la Chatarde,
- Moulin de Haut-Bert
- La Malmaison, ancien fief de la famille de Guiry
- Le Petit Moulin

#### Patrimoine religieux
- église Saint-Denis : église en pierre et meulière de style roman datant du XIIe siècle ou XIIIe siècle. Seul le clocher, avec sa corniche à modillons grimaçants, couronné d'une flèche en pierre à huit pans supportée par une étage octogonal, percée chacune de ses faces d'une petite ouverture en plein cintre, date de l'église primitive. La nef, le portail et le porche roman d'origine ont été détruits au début du XXe siècle à la suite de travaux de restauration mal conduits. Composée d'une nef unique, éclairée par six fenêtres en plein cintre. On remarque encore par endroits sur le mur extérieur sud de la nef un appareil en arêtes de poisson, ainsi que la trace d'une petite ouverture à linteau monolithe, de style roman.
- Prieuré Saint-Laurent : (ne se visite pas), fondé au XIe siècle sous le nom de Saint-Laurent-de-Conservin ou Saint-Laurent-la-Garenne. Aujourd'hui en ruines, il ne reste que des vestiges colonnettes engagées, chapiteaux romans, murs, portail. Il dépendait de l'abbaye de Josaphat

### Personnalités liées à la commune
- Mady Mesplé (1931-2020), cantatrice, a résidé dans la commune. Un bois communal porte son nom depuis 2005[29].
- Saint Gaucher (vers 1060-1140),  chanoine régulier